# Autostrada D0 (Czechy)
Autostrada D0 (cz. Dálnice D0), nazywana także wielka obwodnicą praską (cz. Velký pražský okruh) – częściowo istniejąca autostrada w Czechach zachodnich. Pierwszy odcinek trasy powstał jeszcze w latach 80. Obecnie jest w użytku 16 km tej drogi, zaś odcinek od Lahovic do Slivenca o długości 6,08 km jest w budowie. Zakończenie całej inwestycji jest planowane na 2029 rok. Jednym z głównych zadań jest przeniesienie ruchu tranzytowego z obszaru miasta.
Do końca 2015 roku istniała jako droga ekspresowa R1 (cz. rychlostní silnice R1).

## Opłaty
Przejazd drogą jest płatny dla pojazdów o masie całkowitej przekraczającej 3,5 tony. Opłatę uiszcza się elektronicznie, poprzez specjalne urządzenie pokładowe („on-board unit”).